# Gurling Glacier
Gurling Glacier är en glaciär i Antarktis. Den ligger i Västantarktis. Argentina, Chile och Storbritannien gör anspråk på området. Gurling Glacier ligger 539 meter över havet.
Terrängen runt Gurling Glacier är kuperad österut, men västerut är den platt.  Trakten är obefolkad. Det finns inga samhällen i närheten.